# Jogos do Sudeste Asiático de 1987
Os Jogos do Sudeste Asiático de 1987 foram a 14ª edição do evento multiesportivo, realizado na cidade de Jacarta, na Indonésia, entre os dias 9 e 20 de setembro.

## Países participantes

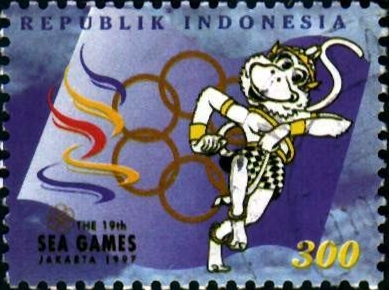
Selo indonésio de 1997 apresentando a logo e o mascote dos jogos daquele ano

Oito países participaram do evento:
- Brunei
- Camboja
- Tailândia
- Myanmar
- Malásia
- Singapura
- Indonésia
- Filipinas

## Modalidades
Foram disputadas 29 modalidades nesta edição dos Jogos:
| - Atletismo - Badminton - Basquete - Boliche - Boxe - Canoagem - Caratê - Ciclismo - Esgrima - Esportes aquáticos - Esqui aquático - Fisiculturismo - Futebol - Ginástica - Golf | - Hóquei sobre grama - Judô - Levantamento de peso - Sepaktakraw - Silat - Softball - Taekwondo - Tênis - Tênis de mesa - Tiro - Tiro com arco - Vela - Vôlei - Wrestling |

## Quadro de medalhas
País sede destacado.
| Ordem | País      | Medalha de ouro | Medalha de prata | Medalha de bronze |       |
| ----- | --------- | --------------- | ---------------- | ----------------- | ----- |
| 1     | Indonésia | 183             | 136              | 84                | 403   |
| 2     | Tailândia | 62              | 57               | 67                | 187   |
| 3     | Filipinas | 59              | 78               | 69                | 206   |
| 4     | Malásia   | 35              | 41               | 67                | 143   |
| 5     | Singapura | 19              | 38               | 64                | 121   |
| 6     | Myanmar   | 13              | 15               | 21                | 49    |
| 7     | Brunei    | 1               | 5                | 17                | 23    |
| 8     | Camboja   |                 | 1                | 9                 | 10    |
| TOTAL | TOTAL     | 373             | 371              | 398               | 1 142 |